# Rummeter
En rummeter, skovrummeter eller kasserummeter er en enhed for rumfang, der alene vedrører brænde.
En skovrummeter betegner 1x1x1 m stablet brænde, før det er kløvet. 
En kasserummeter er betegnelse for den mængde kløvet brænde, som kan være i en kasse på 1x1x1 m, når brændet hældes i »hulter til bulter«.
En kasserummeter udgør som tommelfingerregel ca. 70% af en skovrummeter. 1 skovrummeter indeholder altså mest brænde og svarer til ca. 1,4 kasserummeter.
Der findes ingen fast regulering af størrelsen på en rummeter, og handel med brænde bygger i en vis udstrækning på tiltro mellem parterne.